# 制式二号飛行機
制式二号飛行機（せいしきにごうひこうき）は、大日本帝国陸軍が試作した実験用軍用機。制式機として計画されたために名称に「制式」とあるが、実際には制式化されていない。

## 概要

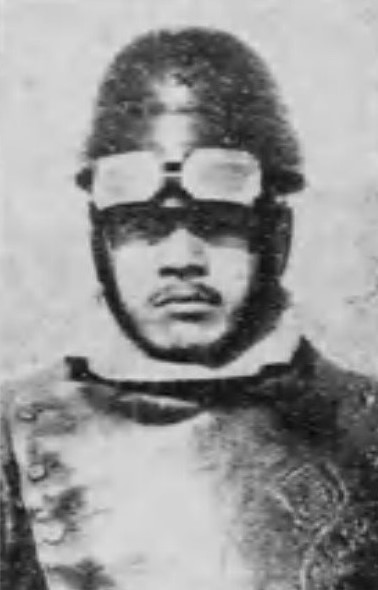
阪元守吉

1917年（大正6年）7月、臨時軍用気球研究会は制式一号飛行機に続き、坂元守吉中尉を設計主務者、吉原四郎技師を補佐として牽引式にエンジンを配置した高速実験機の開発を開始した。同年12月に研究会の所沢工場にて試作機1機が完成し、翌1918年（大正7年）1月11日に坂元中尉の操縦で初飛行した。しかし、同月17日に行われた2回目の飛行試験でエンジン不調によって失速墜落し、機体は大破。パイロットを務めていた坂元中尉も殉職した。
機体は木製骨組（エンジン架のみ金属製）に羽布張りの複葉機で、設計はアルバトロス社製戦闘機を参考にしていた。制式一号と同じく、胴体両側面のラジエーターを特徴とする。降着装置は固定脚。機体材料は全国産で、エンジンも国産化したダイムラー式エンジンを搭載していたが不調が続いており、そのためか性能は公表されなかった。
制式二号の墜落事故を受けて、陸軍は国産牽引式飛行機の実用化は時期尚早と判断し、以後はモーリス・ファルマン系の推進式航空機が陸軍の主力となった。

## 諸元
- 全長：6.70 m
- 全幅：9.86 m
- 全高：2.60 m
- 翼面積：31.0 m2
- エンジン：東京砲兵工廠 ダイムラー式 水冷直列6気筒ガソリン（最大110 hp） × 1
- 乗員：2名